# Caravela
Caravela is het noordelijkste eiland van de Bissagoseilanden, onderdeel van Guinee-Bissau.
Het eiland is bebost met mangroves, en heeft witte zandstranden.

## Cijfers
- Oppervlak: 128 km²
- Kustlijn: 56 km
- Afstand tot volgend eiland: 1 km
- Afstand tot vasteland: 37 km
- ICAO Code: GGCV